# Keizer (Oregón)
Keizer es una ciudad ubicada en el condado de Marion en el estado estadounidense de Oregón. En el año 2006 tenía una población de 34,880 habitantes y una densidad poblacional de 1,719.7 personas por km².

## Geografía
Keizer se encuentra ubicada en las coordenadas 44°0′2″N 123°1′19″O / 44.00056, -123.02194.

## Demografía
Según la Oficina del Censo en 2000 los ingresos medios por hogar en la localidad eran de $45,052 y los ingresos medios por familia eran $49,977. Los hombres tenían unos ingresos medios de $37,138 frente a los $27,032 para las mujeres. La renta per cápita para la localidad era de $20,119. Alrededor del 6.2% de la población estaban por debajo del umbral de pobreza.

## Educación
El Distrito Escolar de Salem-Keizer gestiona las escuelas públicas de la ciudad.